# Siim-Tanel Sammelselg
Siim-Tanel Sammelselg (* 18. Mai 1993 in Tallinn) ist ein ehemaliger estnischer Skispringer, der in der Jugend auch in der Nordischen Kombination aktiv war.

## Werdegang
Sammelselgs erster Einsatz auf der internationalen Skisprung-Bühne war zugleich auch sein Debüt im Skisprung-Weltcup. Im November 2007 nahm er in Kuusamo zusammen mit dem estnischen Team an einem Mannschaftswettbewerb des Weltcups teil, bei dem das estnische Team auf Platz 13 kam. Seit 2007 startet Sammelselg im FIS-Cup. Im Januar 2010 debütierte Sammelselg dann im Continental Cup auf dessen Station in Bischofshofen; dieses Springen schloss er auf Platz 56 ab.
In den Jahren 2010 bis 2013 nahm Sammelselg jeweils an den Skisprung-Jugend-Weltmeisterschaften teil, bei denen er aber im Einzel nie ein besseres Ergebnis erreichte als den 44. Platz im Januar 2013 in Liberec.
Am 11. März 2011 erhielt Sammelselg in Lahti erneut einen Startplatz bei der Qualifikation zu einem Springen im Skisprung-Weltcup. Nachdem er die Einzelqualifikation jedoch verpasst hatte, startete er nur im Teamspringen und wurde mit der Mannschaft am Ende Neunter. Zur Saison 2011/12 bekam er ebenfalls eine Nominierung für den Weltcup, blieb jedoch nach verpasster Qualifikation weiter im B-Kader. Lediglich zu den Teamspringen wurde er in den A-Kader berufen.
Bei den Olympischen Winterspielen 2014 in Sotschi verpasste er als 51. und 49. der Qualifikation beide Wettbewerbe. Zur Saison 2014/15 startete er erneut im Weltcup-Kader. In Ruka erreichte er dabei die Qualifikation zum Einzelweltcup, scheiterte aber als 47. dabei bereits im ersten Durchgang. In Lillehammer scheiterte er erneut in der Qualifikation.
Ende Juli 2015 wurde bekannt, dass Sammelselg bei einem Drogentest positiv auf Marihuana getestet worden war, woraufhin ihm das Eesti Olümpiakomitee die Unterstützung entzog. Er bestritt seinen letzten Wettbewerb im März 2015.
Sammelselg lebt heute in seiner Geburtsstadt Tallinn.